# Жилой дом жилищного кооператива «Военный строитель»
Жилой дом жилищного кооператива «Военный строитель» (Лубянский проезд, дом 17) — жилое здание в Москве, имеющее статус ценного градоформирующего объекта. Построено в 1934—1937 годах жилкооперативом «Военный строитель» по проекту архитектора А. И. Ефимова:54 на месте снесённого в 1931 году храма Спаса Преображения на Глинищах. Через арку дома проходит Малый Спасоглинищевский переулок:54.
Первоначальный проект строительства жилого дома на месте снесённого храма разработал в 1931 году архитектор М. Г. Виссинг. Здание, предназначавшееся для заселения служащих ВСНХ, начали возводить в том же 1931 году. Дом имел Т-образную в плане форму с проездной аркой в переулок. Стилистически проект здания был увязан с конструктивистским домом бывшего Птицеводсоюза на Маросейке, задававшего в то время масштаб застройки внешней стороны Ильинского сквера. Вскоре строительство было заморожено и возобновлено в 1934 году уже при другом заказчике и по другому проекту
Здание Т-образной планировки выполнено в стиле эклектики: вдоль верхнего этажа фасада и на углу лоджий корпуса, расположенного вдоль Малого Спасоглинищевского переулка, имеются классические элементы в виде колонн; ленточный балкон, соединяющий квартиры, расположенные на 6-м этаже — в стиле конструктивизма; остекление в подъездах имеет разный размер. Общие черты этого здания повторены архитектором в доме № 16 по Малой Никитской улице. Стилистическим ориентиром для обеих построек Ефимова стали разработанные архитектором И. З. Вайнштейном проекты жилых домов на Земляном валу (№ 21–25).
В доме жили маршал А. И. Егоров, лётчики, Герои Советского Союза А. К. Серов, В. С. Хользунов, Т. Т. Хрюкин, В. М. Шатилов, комдив, начальник АБТУ РККА Г. Г. Бокис и военный дипломат, генерал-лейтенант Советской Армии, граф, автор посвящённых Советской молодёжи воспоминаний "Пятьдесят лет в строю" А. А. Игнатьев:54. 
В 1939 году в память о жившем здесь лётчике А. К. Серове Лубянский проезд был переименован в проезд Серова:52 (в 1994 году проезду вернули его историческое название).